# Fraternité bugeysienne
«Fraternité bugeysienne» (Бюженское братство) — масонская ложа под юрисдикцией Великого востока Франции. Ложа исторически находилась в коммуне Амберьё-ан-Бюже, в природном регионе Бюже, департамента Эн.
После второй мировой войны ложа была не активна, и начиная с 2009 года она возобновила свою деятельность. Ложа также имеет масонский храм в коммуне Сен-Дени-ан-Бюже, который располагается на окраине кантона Амберьё-ан-Бюже.

## История
Ложа Fraternité bugeysienne была учреждена в 1782 году в Лионе под эгидой Великого востока Франции (ВВФ).
В 1879 году эта ложа покинула ВВФ и вошла в новое масонское послушание — Великую символическую шотландскую ложу.
Члены лионской ложи заново учредили ложу под таким же названием, инсталлировав её в коммуне Сен-Сорлен-ан-Бюже. Инсталляция (зажжение огней) состоялась 4 июля 1880 года. Братья встретились в местном храме, расположенном на Авеню де ла Гар. Ложу возглавил Филибер Делом — руководитель коммуны.

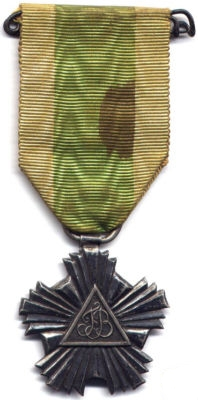
Медаль ложи «Fraternité bugeysienne»
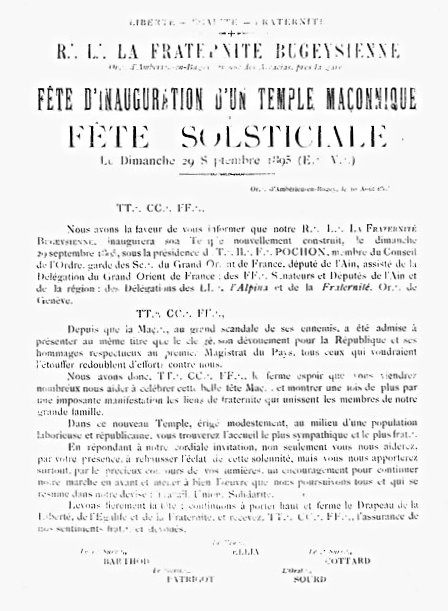
Приглашение на инаугурацию в масонский храм в 1895 году
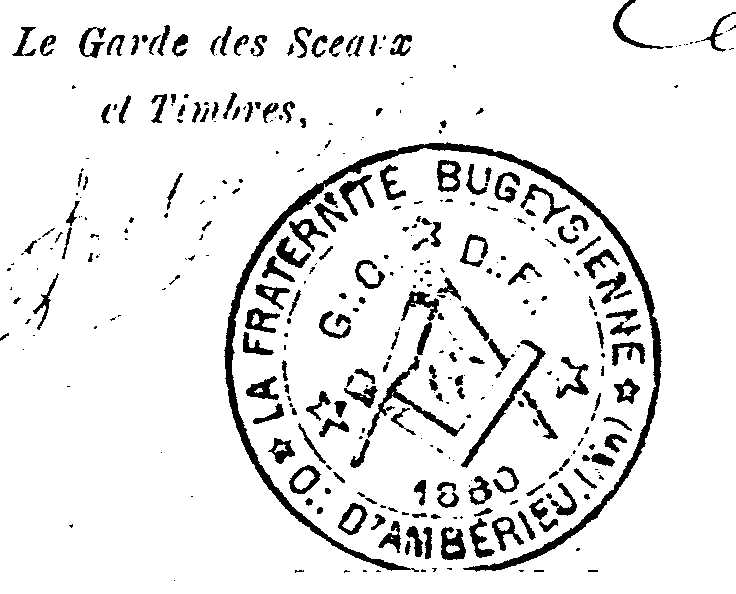
Оттиск печати ложи (1880)

### Инсталляция в Амберьё-ан-Бюже
В 1893 году ложа перешла в Амберьё-ан-Бюже. Изначально она была довольно аполитичной, так как состояла в основном из ремесленников и предпринимателей. Тем не менее, её членом стал известный антиклерикал, советник кантона Амберьё-ан-Бюже — Александр Берар.
Масонский храм был построен в 1895 году, по адресу: улица Сен-Дени, 30, которая впоследствии была переименована и названа в честь Генерала Сарреля. В связи с этим текст приглашения на Республиканской народной инаугурации ложи был следующим:
В этом новом храме, построенном скромно, вы найдете самый радушный приём и братскую заботу.

### Первая мировая война
В начале Первой мировой войны из-за критики офицеров Совета Ордена ВВФ работа ложи была приостановлена, а сам храм передан на нужды армии. Храм использовался в течение всей войны и получил ряд повреждений, которые затем были отремонтированы. После этих событий в храме располагалась лётная школа, после чего здание было реквизировано повторно для размещения местных солдат. В конце войны братья были разбросаны по всему региону, и храм до 1922 года использовался под различные нужды.
Также реквизиция храма вызвала судебные тяжбы с наследниками умерших братьев, которые требовали выкупа своих акций у владельцев помещения. В результате работы ложи возобновились в 1923 году.
Деятельность ложи продолжилась и после смерти в 1923 году своего главного лидера — Александра Берара, благодаря усилиям мэра кантона Амберьё-ан-Бюже — Эмиля Браве.

### Вторая мировая война
В 1941 году имущество ложи было конфисковано во исполнение законов, принятых в 1940 году режимом Виши. Несколько братьев, Эмиль Браве и его заместитель Тео Тиллер, отказались от своего членства в масонстве.
В 1946 году последнее имущество ложи было продано. В старом храме в настоящее время располагается тренажёрный зал имени Жюля Ферри.

## Некоторые члены ложи
- Александр Берар — министр Третьей Республики, член совета департамента Эн, генеральный советник кантона Амберьё-ан-Бюже;
- Эмиль Браве — депутат и мэр Амберьё-ан-Бюже;
- Жозеф Пошон — депутат и сенатор департамента Эн, президент Генерального совета департамента Эн[6].

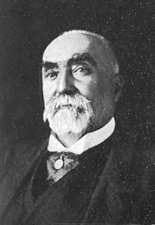
Александр Берар
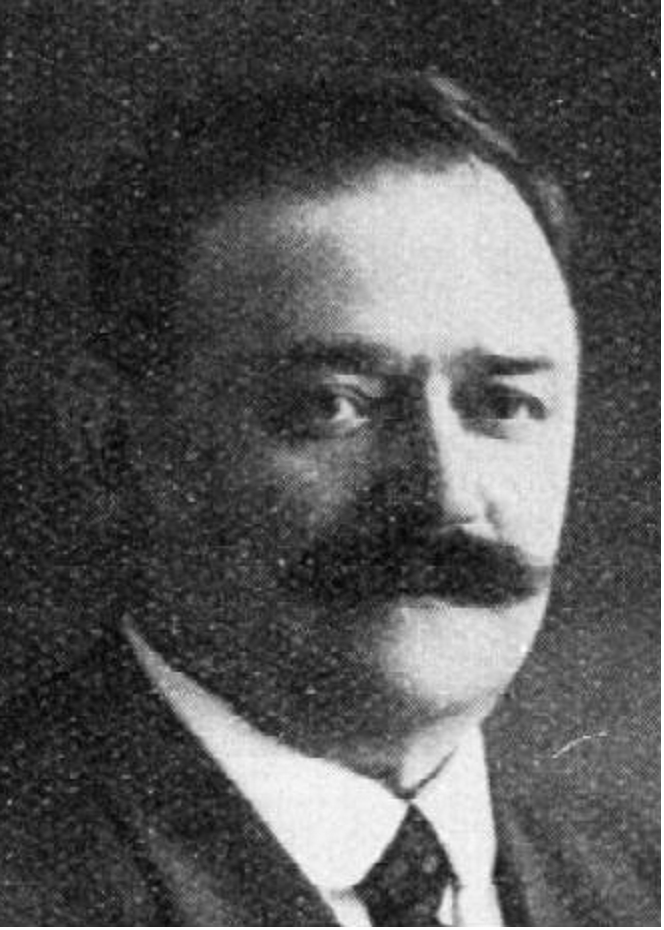
Эмиль Браве
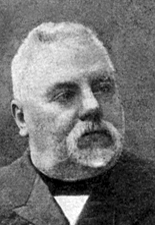
Жозеф Пошон